# Beaver Morrison

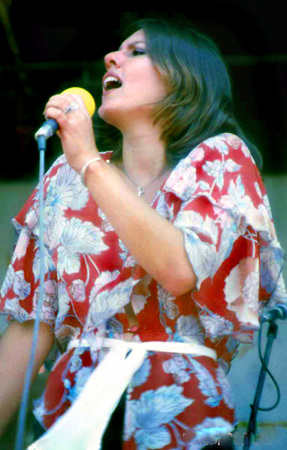
Beaver Morrison beim Festival Nambassa 1979

Beverley „Beaver“ Jean Morrison (* 1950 in Lower Hutt, Wellington; † 23. Mai 2010 in Auckland) war eine neuseeländische Rock- und Jazzsängerin.
Morrison, die unter dem Namen Beaver auftrat, war die Tochter des Pianisten John Morrison. Anfang der 1970er Jahre tourte sie als Mitglied der Musiktheater-Gruppe Blerta (und war die Leadsängerin auf deren Album), später dann mit Red Mole. Sie sang auch Country-Musik und spielte kleinere Filmrollen, etwa in Should I Be Good (1985). Sie hatte eigene Bands und sang den Titelsong der TVNZ-Serie Gloss (Single 1987).
Mitte der 1980er Jahre trat sie mit Brian Smith und Geoff Castle in Auckland im Jazzkontext auf. Ihr in London entstandenes Album Live at Ronnie Scott’s (1987; mit Ray Warleigh und Geoff Castle) wurde 1988 als bestes Jazzalbum Neuseelands gewürdigt.
Am 23. Mai 2010 starb sie in einem Krankenhaus in Auckland nach sechsjährigem Kampf gegen ein Sarkom an ihrer schweren Krankheit.